# 1943 în informatică
- 1942 în informatică — 1943 în informatică — 1944 în informatică

1943 în informatică a însemnat o serie de evenimente noi notabile:

## Evenimente

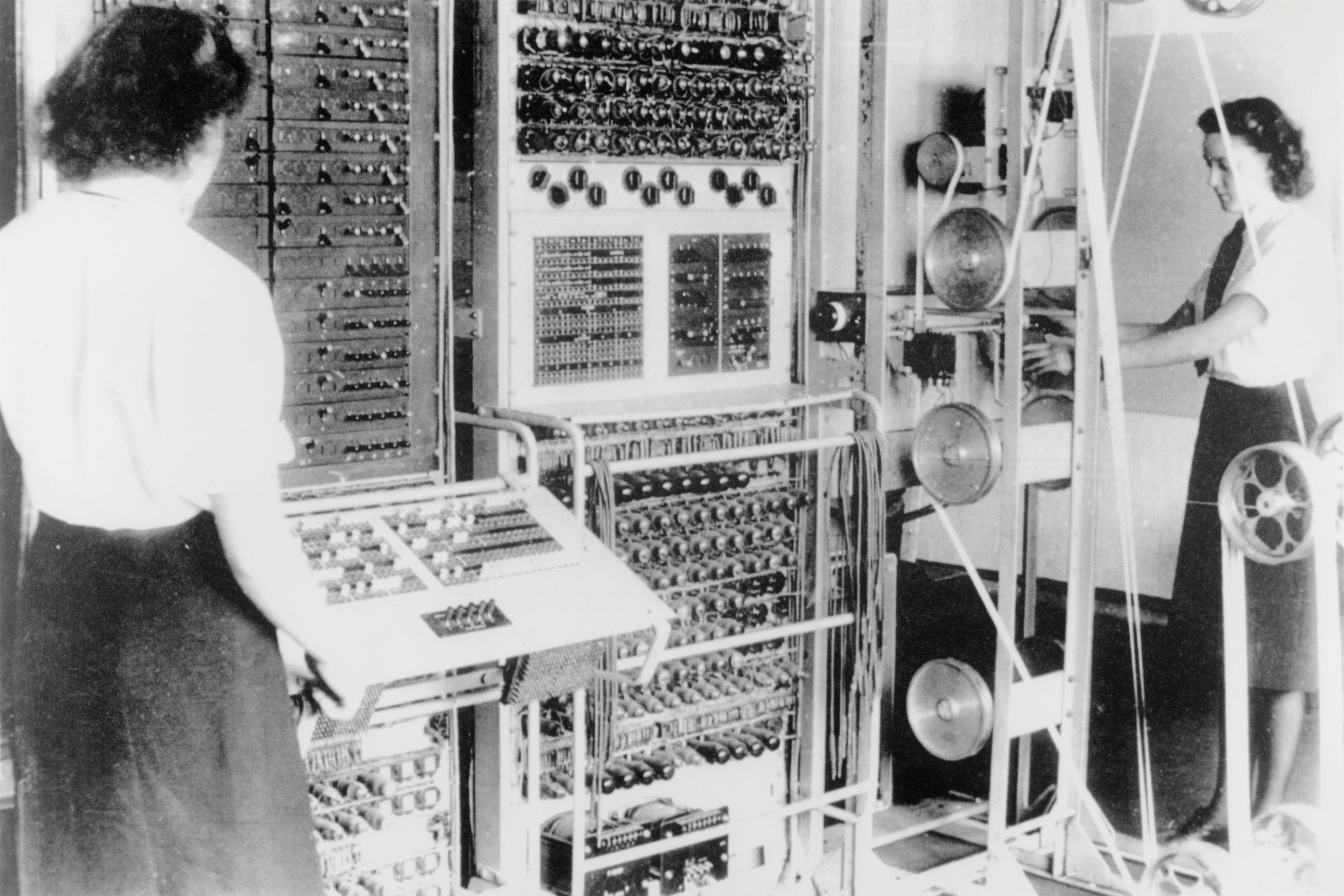
Colossus

- Începe dezvoltarea ENIAC (Electronic Numerical Integrator And Computer) în Statele Unite, primul calculator electronic generic care efectua 5000 de operații pe secundă de adunare și scădere.
- Tommy Flowers creează Colossus, primul calculator electronic digital programabil din lume[1]

## Nașteri
- 4 februarie: Ken Thompson, în New Orleans, Louisiana, co-fondator al sistemului Unix
- 5 februarie: Nolan Bushnell, părintele jocurilor video. În 1971 înființează compania Atari și comercializează primul joc din istorie - Computer Space.

23 iunie: Vinton Cerf, informatician american, unul dintre părinții Internetului
- 6 august: Joe Postel, unul dintre părinții Internetului